# IFK Aspudden-Tellus
IFK Aspudden-Tellus är en fotbollsklubb i Aspudden i södra Stockholm. Föreningen hette fram till 2012 IFK Aspudden då föreningen gick samman med IK Tellus fotbollssektion.
Föreningen spelar för närvarande under 2024 i Division 3 Södra Svealand.
Hemmaplan är Aspuddens IP.
IFK Aspudden bildades 1968 då Aspuddens SK gick samman med Årsta SK. IFK Aspudden-Tellus har förutom fotboll även haft sektioner i ishockey, bandy och basket. På 1990-talet kvalade klubben till elitserien i basket men föll mot Plannja.
Viktor Gyökeres är fostrad i klubben.